# Ouratea jamaicensis
Ouratea jamaicensis är en tvåhjärtbladig växtart som först beskrevs av Jules Émile Planchon, och fick sitt nu gällande namn av Ignatz Urban. Ouratea jamaicensis ingår i släktet Ouratea och familjen Ochnaceae. Inga underarter finns listade i Catalogue of Life.